# Martina Calcio 1947
El A.S.D. Martina Calcio 1947 es un club de fútbol de Italia, con sede en Martina Franca, en la región de Apulia. Fue fundado en 1947 y refundado en varias oportunidades. Compite en la Serie D, cuarta categoría del fútbol italiano.

## Historia
Fue fundado en el año 1947 en la localidad de Martina Franca, en Apulia con el nombre Associazione Sportiva Martina, y estuvo en la Serie C1 hasta el año 2008, donde fue relegados hasta el cuarto nivel de Italia por problemas financieros. En ese mismo año fue refundado con el nombre actual.
Desde entonces los blanquiazules tuvieron 4 ascensos en 4 años consecutivos, hasta que en la temporada 2011/12 ascendieron a la Lega Pro Seconda Divisione, liga en donde permanecieron 2 temporadas hasta que la FIGC decidió que la Lega Pro Prima Divisione y la Lega Pro Seconda Divisione se volvieran una sola liga. Finalizó en el 13° puesto; sin embargo, en lugar de militar en la Serie D por efecto del descenso, fue admitido a la nueva liga única, la Lega Pro.

## Palmarés

### Torneos interregionales
- Lega Pro Seconda Divisione (1): 2001-02 (Grupo C)
- Serie D (3): 1969-70 (Grupo H), 2000-01 (Grupo H), 2011-12 (Grupo H)

### Torneos regionales
- Prima Divisione Apulia (1): 1948-49 (Grupo B)
- Eccellenza Apulia (3): 1995-96, 2010-11, 2021-22 (Grupo B)
- Promozione Apulia (1): 1974-75 (Grupo B)
- Prima Categoria Apulia (1): 1965-66 (Grupo B), 2016-17 (Grupo B)